# Деба
Деба, Дева (баск. Deba (офіційна назва), ісп. Deva) — муніципалітет в Іспанії, у складі автономної спільноти Країна Басків, у провінції Гіпускоа. Населення — 5408 осіб (2009).
Муніципалітет розташований на відстані близько 340 км на північ від Мадрида, 29 км на захід від Сан-Себастьяна.
На території муніципалітету розташовані такі населені пункти: (дані про населення за 2009 рік)
- Деба: 4372 особи
- Іціар: 843 особи
- Ластур: 193 особи

## Демографія
Динаміка населення (INE ):

## Галерея зображень

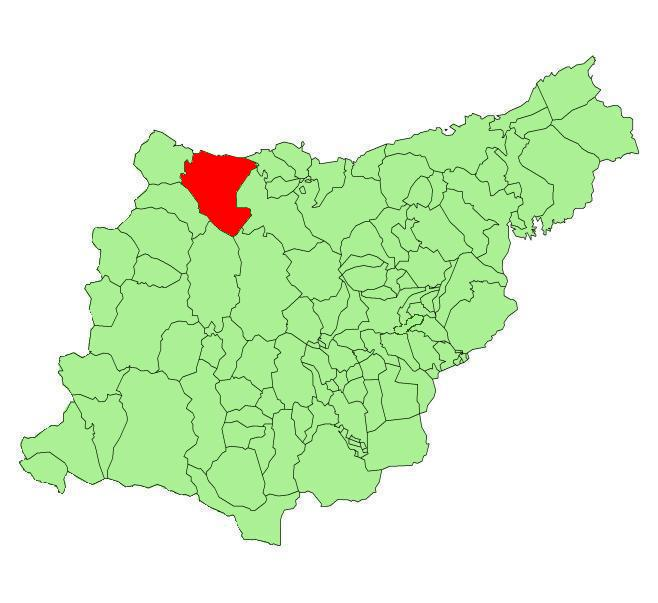
Розташування муніципалітету
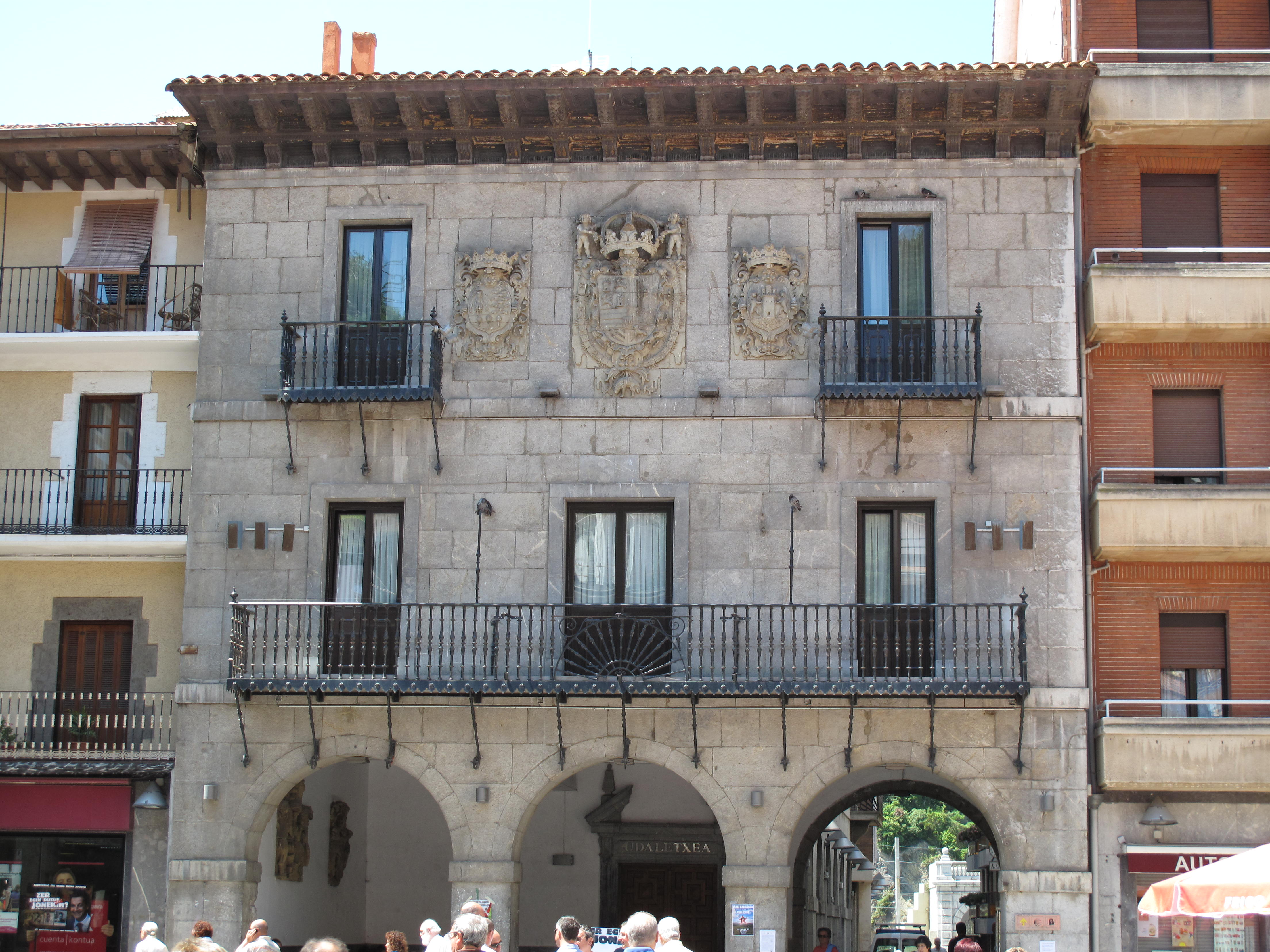
Муніципальна рада
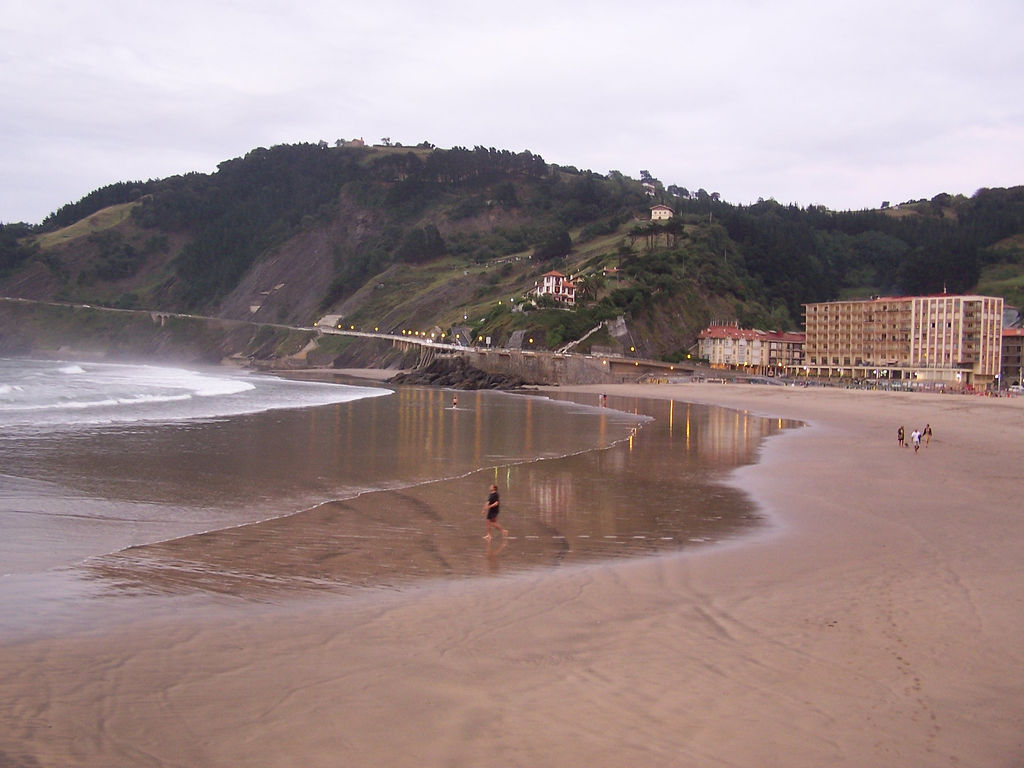
Пляж у Дебі